# Aloza chikora
Aloza chikora (Alosa mediocris) – gatunek ryby z rodziny śledziowatych (Clupeidae).

## Występowanie
Północno-zachodni Atlantyk od stanu Maine po Rzekę Świętego Jana na Florydzie.
Żyje w wodach przybrzeżnych, późną wiosną i latem również w ujściach rzek i ich dolnych odcinkach. Tworzy jednowiekowe „szkoły”.

## Cechy morfologiczne
Osiąga średnio 34 cm długości (maksymalnie 60 cm). 53–55 kręgów. Kil łusek na brzuchu bardzo wyraźny. Żuchwa bardzo masywna, ale nie wystająca poza szczękę. Zęby zredukowane lub w szczęce górnej nieobecne u osobników powyżej 23 cm długości. Na pierwszej parze łuków skrzelowych 18–23 wyrostki filtracyjne. W płetwie grzbietowej 15–20 promieni; w płetwie odbytowej 19–23 promieni. W płetwach piersiowych 15–16 promieni; w płetwach brzusznych 9 promieni.
Ubarwienie grzbietu ciemnoszarozielone, boki srebrzyste. Za głową ciemna plama, za nią kilka mniejszych, niewyraźnych.

## Odżywianie
Żywi się niewielkimi rybami oraz kałamarnicami, małymi krabami i innymi skorupiakami oraz ikrą.
Pasożytami są nicienie, tasiemce i przywry.

## Rozród
Dojrzewa płciowo przy długości średnio 28,7 cm (samce) i 32 cm (samice).
Trze się wiosną (IV–VI) w wodach słodkich (w Zatoce Chesapeake i rzece Patuxent w maju) i  wkrótce potem spływa do morza.
Ikra ma kształt kulisty, jest przezroczysta. Żółtko, koloru bursztynowo-żółtego, zajmuje około 1/2 średnicy ziarenka. Inkubacja przy temperaturze 23,5° C trwa 2,5 dnia.  Narybek spływa do morza latem.

## Znaczenie
Ma niewielkie znaczenie w rybołówstwie.